# Air Mali International
Air Mali International – malijska linia lotnicza z siedzibą w Bamako. Głównym hubem jest port lotniczy Bamako.